# يوسف أباد (دابوي الجنوبي)
یوسف أباد (بالفارسية: یوسف‌آباد) هي قرية تقع في إيران في قسم دابوي الجنوبی الريفي. يقدر عدد سكانها بـ 201 نسمة .